# جورج کارپنتر
جورج کارپنتر (انگلیسی: George Carpenter, 1st Baron Carpenter؛ ۱۰ فوریه ۱۶۵۷ – ۱۰ فوریهٔ ۱۷۳۱) سیاستمدار و پرسنل نظامی اهل پادشاهی بریتانیای کبیر بود.